# Crucișătorul (Star Trek: Voyager)
„Crucișătorul” (titlu original: „Dreadnought”) este al 17-lea episod din al doilea sezon al serialului TV american SF Star Trek: Voyager. A avut premiera la 12 februarie 1996 pe canalul UPN.

## Prezentare
O rachetă balistică Cardassiană cu inteligență artificială extrem de avansată, care a fost reprogramată de către B'Elanna Torres, este găsită în Cuadrantul Delta.

## Actori ocazionali
- Raphael Sbarge - Michael Jonas
- Nancy Hower - Ensign Samantha Wildman
- Michael Spound - Lorum
- Dan Kern - Kellum